# Сахир, Габиб
Габиб Сахир или Мир Габиб Гавами (азерб. Həbib Sahir və ya Mir Həbib Qəvami; 1895, Тебриз, Персия — 1985, Тегеран, Иран) — азербайджанский поэт, писатель, переводчик и литературовед. Основоположник тюркской независимой поэзии в Иране.
После создания Национального правительства Азербайджана написал учебник «Родной язык» для школьников. Писал статьи в прессе под псевдонимами, как «Айдын», «Улкер», «Аг».
Подвергался преследованиям за свою деятельность. После иранской исламской революции он покончил жизнь самоубийством, повесившись.

## Биография
Мир Габиб Кавами родился в 1903 году в районе Сирхаб Тебриза. Научился читать и писать по-арабски в школе муллы «Сардаба усту». Позднее получил начальное образование в школах «Мадарис-и Мотамида» и «Рушдийя». После окончания начального образования он поступил в среднюю школу «Мадрасеи Мубарак-э Махаммадия». Одноклассником его был Мухаммадхусейн Шахрияр.
Его учителем был Мирза Тагихан Рафат Тебризи, который во время учёбы в средней школе был учителем французского языка и литературы. Под влиянием Мирзы Тагихи Габиб Сахир увлекся западной литературой. Он знакомится с изданиями «Расмли ай» и «Сарвати-фунун», изданными в Турции. Здесь Габиб взял прозвище «Сахир», потому что ему нравились работы Сахира. Вместе со своими сокурсниками они издают газеты «Анжуман-и Рафат» и «Адаб». После убийства шейха Мухаммада Хиябани и распада «Азадистана» обе газеты перестали выходить.
После окончания образования некоторое время работает учителем. Часть заработанных денег он отправляет своей семье в Тебриз, а остальные собирает, чтобы получить высшее образование в Турции.
Габиб Сахир уехал в Турцию в 1927 году. Два года работал учителем персидского языка и литературы в школе «Дабистане-Ираниян», открытой для проживающих здесь иранцев. В 1929 году он был принят на историко-географический факультет Стамбульского университета. Здесь он знакомится с современной турецкой и французской поэзией и изучает французский язык. Во время учёбы он перевёл на азербайджано-турецкий язык новые стихотворения французского поэта Шарля Бодлера («Враг»), а также известную поэму Ламартина «Озеро», «Гюлюстан» Саади, газели Хафиза Ширази. Написал и защитил дипломную работу на тему «Естественная география Ирана-Азербайджана». По совету своего учителя Сади Бея, он опубликовал свою дипломную работу серийно в журнале "Азербайджан юрд билгиси".
После завершения учёбы он вернулся в Тебриз в 1933 году. С назначением Департамента образования в школе в Тебризе начал работать учитель географии. Кроме того, он также пишет учебники для студентов. В 1936 г. по решению Тебризского министерства просвещения его учебник «География Хамсы» был издан в Зенджане и отмечен премией. Позже его отправляют в Зенджан работать учителем.
В 1941 году азербайджанская интеллигенция, приехавшая в Тебриз в составе делегации Азербайджанской ССР, вызвала положительные изменения в литературно-культурной среде города. В этот период стихи, переводы и статьи Хабиба Сахира публиковались в таких газетах и журналах, как "Азербайджан", "Ветер йолунда", "Шафак", «Aзад миллет», "Ени Шарк". В годы, когда он жил в Тебризе, были изданы его персидские книги «Шакайк», «Тени», «Ночная легенда», «Избранные стихи». После создания Азербайджанского национального правительства в 1945—1946 годах он написал учебник «Родной язык» для школьников и появился в печати под подписью «Айдын».
После краха национального правительства он продолжил преподавать. Он продолжает писать стихи и рассказы на своем родном языке с тайными подписями, такими как «Айдын», «Улкер», «Аг». После разоблачения этой деятельности был вынесен приговор, и он был сослан в Ардебиль. Здесь начинает работать учитель в школе «Сафавия». Во время учёбы в школе его постоянно предупреждали, потому что его занятия велись на азербайджанском языке. В результате через 3 года он был вывезен из Ардебиля и сослан в Казвин. Так как здесь не произошло никаких изменений в его деятельности, он был сослан в город Сари, расположенный в Мазендаране. Поскольку он заразился малярией, его отправили обратно в Казвин, где он прожил 13 лет. Позже он переехал в Тегеран.
В 1965 году вышла его первая книга стихов на родном языке "Лирические стихи". Его книги "Сияет утро", "Огни, которые не гаснут", "Разрозненные воспоминания", "Ковшан" вышли после Исламской революции в Иране. Кроме того, он также писал стихи на французском языке и короткие рассказы на арабском языке.

## Семья
Дед Хабиба Сахира переехал в Тебриз из города Тарк, Мияна. Его отец Мир Кавам Сахир был похищен и убит в 1908 году во время движения Машрута. Его мать была из племени Баят. В семье было 4 брата и 1 сестра.
В 1946 году, когда ему было 43 года, он женился на Нусрат уль-мульк Нури. От этого брака родились сыновья Хамид и Саид и дочери Маниса и Сурейя.

## Смерть
В 1988 году, получив известие о том, что его снова арестуют после Исламской революции в Иране, он покончил жизнь самоубийством, повесившись на окне своей квартиры в городе Арьяшар недалеко от Тегерана (ныне Садегия). Похоронен на кладбище «Бехеште-Захра» в Тегеране.

### Стихи
- %D8%A2%D8%AA%D9%84%DB%8C%D9%84%D8%A7%D8%B1/1375738112508681/ Хабиб Сахир — Гонщики
- Хабиб Сахир — Закат
- Хабиб Сахир — Мародеры
- %D8%B3%D8%A4%DB%8C%D9%84%D9%87-%D8%AA%D8%A7%D9%86%D8%B1%DB%8C/1506136119468879/ Хабиб Сахир — Скажи Богу
- Хабиб Сахир — Гора Саханд
- Программа о Хабибе Сахире
- Хабиб Сахир — Бинахаят под этим небом…
- Хабиб Сахир — Вечером горы в крапинках…
- Хабиб Сахир — Поздоровайся с прекрасной Тебриз…

### Книги
- Həbib Sahir. Lirik Şeirlər. — Təbriz : Eyvaz nəşriyyatı. — P. 112.
- Həbib Sahir. Türk poeziya ədəbiyyatından nümunələr. — Tehran : Donyaye Daneş, 1977. — P. 156.
- Hebib Sahir. Saralan Arzular. — 1977. — P. 142.
- Rəsul Yunan. Yanan Yaşıl - Həbib Sahirin seçilmiş əsərləri. — Tehran : Nashreafkar, 2008. — P. 416. — ISBN 978-964-8910-82-7.
- Tərtib edəni:Vəfa Əliyev. Həbib Sahir. Seçilmiş əsərləri. — Bakı : Lider nəşriyyatı, 2005. — P. 192. — ISBN 9952-417-35-5.